# Волховский район
Во́лховский райо́н — территориальное и муниципальное образование в составе Ленинградской области.
Административный центр — город Волхов.

## Географическое положение
Район расположен в центральной части Ленинградской области. Площадь района 5124,4 км².
Расстояние от административного центра района до Санкт-Петербурга — 135 км.
Граничит:
- на северо-востоке — с Лодейнопольским муниципальным районом;
- на юго-востоке — с Тихвинским муниципальным районом;
- на юге — с Киришским муниципальным районом;
- на западе — с Кировским муниципальным районом.

С севера территория района омывается водами Ладожского озера.
По территории района протекают реки Волхов, Сясь и Паша.

## История
1 августа 1927 года в ходе реформирования административно-территориального деления был образован Волховский район с центром в р. п. Званка в составе Ленинградского округа Ленинградской области. В него вошла часть территории упразднённого Волховского уезда Ленинградской губернии. Первоначально район состоял из 4 волостей (Колчановская, Октябрьская, Пролетарская, Шумская), разделённых на 53 сельсовета.
В 1930 году в связи с ликвидацией округов район вошёл непосредственно в Ленинградскую область.
19 сентября 1939 года к категории городов областного подчинения отнесён город Волховстрой.
20 марта 1946 года был образован Новоладожский район, в состав которого была включена восточная часть Волховского района, расположенная к востоку от реки Волхов.
9 декабря 1960 года к Волховскому району была присоединена часть территории упразднённого Мгинского района.
1 февраля 1963 года в состав района вошла территория упразднённых Киришского и Новоладожского районов.
12 января 1965 года Киришский район был восстановлен.
Решением Леноблисполкома от 23 октября 1974 года из состава Волховского района Доможировский сельсовет, передан в состав Лодейнопольского района.
В апреле 1977 года часть территории района передана во вновь образованный Кировский район.
1 января 2006 года район получил статус муниципального района, в составе района образованы городские и сельские поселения, город Волхов вошёл в состав района как городское поселение.

## Население
| 1939    | 1959    | 1970    | 1979    | 1989    | 2002    | 2006    | 2009    | 2010    |
| ------- | ------- | ------- | ------- | ------- | ------- | ------- | ------- | ------- |
| 94 117  | ↘15 243 | ↗80 603 | ↘64 384 | ↘58 939 | ↘50 799 | ↗94 700 | ↘93 631 | ↗95 182 |
| 2011    | 2012    | 2013    | 2014    | 2015    | 2016    | 2017    | 2018    | 2019    |
| ↘94 955 | ↗94 986 | ↘94 940 | ↗94 986 | ↘93 343 | ↘92 327 | ↘91 268 | ↘90 174 | ↘89 070 |
| 2020    | 2021    | 2023    | 2024    | 2025    |         |         |         |         |
| ↘88 198 | ↘80 768 | ↘79 417 | ↘78 679 | ↘78 146 |         |         |         |         |

### Национальный состав
По итогам переписи населения 2020 года проживали следующие национальности (национальности менее 0,1 % и другое, см. в сноске к строке «Другие»):
| Национальность | Численность, чел. | Доля     |
| -------------- | ----------------- | -------- |
| Русские        | 73 553            | 91,07 %  |
| Украинцы       | 341               | 0,42 %   |
| Азербайджанцы  | 208               | 0,26 %   |
| Армяне         | 172               | 0,21 %   |
| Белорусы       | 170               | 0,21 %   |
| Таджики        | 170               | 0,21 %   |
| Узбеки         | 147               | 0,18 %   |
| Другие         | 6007              | 7,44 %   |
| Итого          | 80 768            | 100,00 % |

## Муниципально-территориальное устройство
Волховский муниципальный район как административно-территориальная единица делится на 15 поселений, как муниципальное образование — включает 15 муниципальных образований нижнего уровня, в том числе 3 городских поселения и 12 сельских поселений.
| №  | Поселение                            | Административный центр | Количество населённых пунктов | Население (чел.) | Площадь (км²) |
| -- | ------------------------------------ | ---------------------- | ----------------------------- | ---------------- | ------------- |
| 1  | Волховское городское поселение       | город Волхов           | 1                             | ↘37 337          | 108,21        |
| 2  | Новоладожское городское поселение    | город Новая Ладога     | 5                             | ↘7111            | 143,50        |
| 3  | Сясьстройское городское поселение    | город Сясьстрой        | 11                            | ↘12 865          | 122,30        |
| 4  | Бережковское сельское поселение      | деревня Бережки        | 20                            | ↘1120            | 405,45        |
| 5  | Вындиноостровское сельское поселение | деревня Вындин Остров  | 18                            | ↗1590            | 296,20        |
| 6  | Иссадское сельское поселение         | деревня Иссад          | 15                            | ↗1442            | 121,26        |
| 7  | Кисельнинское сельское поселение     | деревня Кисельня       | 21                            | ↘1854            | 523,55        |
| 8  | Колчановское сельское поселение      | село Колчаново         | 25                            | ↘2691            | 505,60        |
| 9  | Пашское сельское поселение           | село Паша              | 55                            | ↘4417            | 1022,30       |
| 10 | Потанинское сельское поселение       | деревня Потанино       | 17                            | ↘1072            | 337,95        |
| 11 | Свирицкое сельское поселение         | посёлок Свирица        | 3                             | ↘661             | 163,45        |
| 12 | Селивановское сельское поселение     | посёлок Селиваново     | 11                            | ↘971             | 196,13        |
| 13 | Староладожское сельское поселение    | село Старая Ладога     | 17                            | ↗2435            | 146,60        |
| 14 | Усадищенское сельское поселение      | деревня Усадище        | 26                            | ↘1579            | 394,10        |
| 15 | Хваловское сельское поселение        | деревня Хвалово        | 35                            | ↘1001            | 641,65        |

### Населённые пункты
В Волховском районе 280 населённых пунктов.
| №   | Населённый пункт              | Тип                  | Население | Муниципальное образование            |
| --- | ----------------------------- | -------------------- | --------- | ------------------------------------ |
| 1   | Аврово                        | посёлок              | ↘311      | Сясьстройское городское поселение    |
| 2   | Алферьево                     | деревня              | ↘1        | Хваловское сельское поселение        |
| 3   | Андреевщина                   | деревня              | ↗10       | Колчановское сельское поселение      |
| 4   | Антипово                      | деревня              | ↗1        | Селивановское сельское поселение     |
| 5   | Ахматова Гора                 | деревня              | ↗67       | Староладожское сельское поселение    |
| 6   | Ашперлово                     | деревня              | ↘1        | Пашское сельское поселение           |
| 7   | Бабино                        | деревня              | ↘48       | Иссадское сельское поселение         |
| 8   | Бакланово                     | деревня              | ↘1        | Потанинское сельское поселение       |
| 9   | Баландино                     | деревня              | →15       | Пашское сельское поселение           |
| 10  | Балдино                       | деревня              | ↘6        | Пашское сельское поселение           |
| 11  | Балкова Гора                  | деревня              | →16       | Староладожское сельское поселение    |
| 12  | Бёзово                        | деревня              | ↗38       | Усадищенское сельское поселение      |
| 13  | Белое                         | деревня              | ↘0        | Хваловское сельское поселение        |
| 14  | Белые Кресты                  | деревня              | ↘4        | Иссадское сельское поселение         |
| 15  | Берег                         | деревня              | ↘83       | Пашское сельское поселение           |
| 16  | Бережки                       | деревня              | ↘1024     | Бережковское сельское поселение      |
| 17  | Березье                       | деревня              | ↗97       | Иссадское сельское поселение         |
| 18  | Бисково                       | деревня              | ↘3        | Хваловское сельское поселение        |
| 19  | Блитово                       | деревня              | ↗8        | Бережковское сельское поселение      |
| 20  | Болотово                      | деревня              | ↗6        | Вындиноостровское сельское поселение |
| 21  | Большая Весь                  | деревня              | ↘6        | Пашское сельское поселение           |
| 22  | Бор                           | деревня              | →81       | Вындиноостровское сельское поселение |
| 23  | Бор                           | деревня              | ↗3        | Колчановское сельское поселение      |
| 24  | Бор                           | деревня              | ↘13       | Пашское сельское поселение           |
| 25  | Бор                           | деревня              | ↘1        | Хваловское сельское поселение        |
| 26  | Боргино                       | деревня              | ↗18       | Вындиноостровское сельское поселение |
| 27  | Бороничево                    | деревня              | ↘7        | Вындиноостровское сельское поселение |
| 28  | Братовище                     | деревня              | ↘11       | Бережковское сельское поселение      |
| 29  | Будаевщина                    | деревня              | ↘0        | Колчановское сельское поселение      |
| 30  | Васкиничи                     | деревня              | ↘3        | Хваловское сельское поселение        |
| 31  | Вёгота                        | деревня              | →0        | Кисельнинское сельское поселение     |
| 32  | Велеша                        | деревня              | →0        | Староладожское сельское поселение    |
| 33  | Великое Село                  | деревня              | ↘34       | Колчановское сельское поселение      |
| 34  | Вельца                        | деревня              | ↘34       | Бережковское сельское поселение      |
| 35  | Веретье                       | деревня              | →0        | Усадищенское сельское поселение      |
| 36  | Верховина                     | деревня              | ↘22       | Усадищенское сельское поселение      |
| 37  | Весь                          | деревня              | ↗16       | Иссадское сельское поселение         |
| 38  | Весь                          | деревня              | ↗29       | Потанинское сельское поселение       |
| 39  | Вишняков Посад                | деревня              | ↗6        | Пашское сельское поселение           |
| 40  | Волосово                      | деревня              | ↗46       | Потанинское сельское поселение       |
| 41  | Волхов                        | город                | ↘37 337   | Волховское городское поселение       |
| 42  | Волхов                        | посёлок              | ↘45       | Бережковское сельское поселение      |
| 43  | Волховские Плитные Разработки | посёлок              | ↘16       | Иссадское сельское поселение         |
| 44  | Вольково                      | деревня              | ↗74       | Вындиноостровское сельское поселение |
| 45  | Вонга                         | посёлок              | ↘6        | Пашское сельское поселение           |
| 46  | Вороново                      | деревня              | ↘20       | Потанинское сельское поселение       |
| 47  | Воскресенское                 | деревня              | ↘49       | Хваловское сельское поселение        |
| 48  | Выдрино                       | деревня              | ↗1        | Кисельнинское сельское поселение     |
| 49  | Вымово                        | деревня              | ↗1        | Колчановское сельское поселение      |
| 50  | Вындин Остров                 | деревня              | ↗1153     | Вындиноостровское сельское поселение |
| 51  | Вячково                       | деревня              | ↗18       | Усадищенское сельское поселение      |
| 52  | Гверстовка                    | деревня              | ↘6        | Хваловское сельское поселение        |
| 53  | Георгиевская                  | посёлок ж.д. станции | →0        | Колчановское сельское поселение      |
| 54  | Главная Запань                | деревня              | ↘76       | Пашское сельское поселение           |
| 55  | Глядково                      | деревня              | →56       | Иссадское сельское поселение         |
| 56  | Гнилка                        | деревня              | ↘14       | Бережковское сельское поселение      |
| 57  | Гнилки                        | деревня              | ↘1        | Кисельнинское сельское поселение     |
| 58  | Голтово                       | деревня              | ↘12       | Кисельнинское сельское поселение     |
| 59  | Горка-Воскресенская           | деревня              | ↘18       | Хваловское сельское поселение        |
| 60  | Горка-Хваловская              | деревня              | ↗37       | Хваловское сельское поселение        |
| 61  | Горное Елохово                | деревня              | ↘0        | Потанинское сельское поселение       |
| 62  | Горчаковщина                  | деревня              | ↗14       | Иссадское сельское поселение         |
| 63  | Гостинополье                  | деревня              | ↗134      | Вындиноостровское сельское поселение |
| 64  | Дрюневщина                    | деревня              | ↘3        | Селивановское сельское поселение     |
| 65  | Дубно                         | деревня              | ↘11       | Новоладожское городское поселение    |
| 66  | Дуброво                       | деревня              | ↗23       | Усадищенское сельское поселение      |
| 67  | Дудачкино                     | деревня              | ↘25       | Хваловское сельское поселение        |
| 68  | Дяглево                       | деревня              | ↗16       | Колчановское сельское поселение      |
| 69  | Ежева                         | деревня              | →14       | Колчановское сельское поселение      |
| 70  | Елошня                        | деревня              | ↗17       | Усадищенское сельское поселение      |
| 71  | Емское                        | деревня              | ↗13       | Пашское сельское поселение           |
| 72  | Жуковщина                     | деревня              | →5        | Селивановское сельское поселение     |
| 73  | Жупкино                       | деревня              | ↗3        | Усадищенское сельское поселение      |
| 74  | Загубье                       | деревня              | ↘46       | Свирицкое сельское поселение         |
| 75  | Заднево                       | деревня              | ↘31       | Бережковское сельское поселение      |
| 76  | Заднево                       | деревня              | ↗4        | Вындиноостровское сельское поселение |
| 77  | Заднево                       | деревня              | ↘0        | Усадищенское сельское поселение      |
| 78  | Залесье                       | деревня              | ↗1        | Вындиноостровское сельское поселение |
| 79  | Замошье                       | деревня              | ↗58       | Бережковское сельское поселение      |
| 80  | Заовражье                     | деревня              | ↗6        | Бережковское сельское поселение      |
| 81  | Заостровье                    | деревня              | ↘12       | Потанинское сельское поселение       |
| 82  | Запорожье                     | деревня              | ↗165      | Бережковское сельское поселение      |
| 83  | Заречье                       | деревня              | ↗65       | Бережковское сельское поселение      |
| 84  | Заречье                       | деревня              | ↘4        | Селивановское сельское поселение     |
| 85  | Зелёная Долина                | деревня              | ↘13       | Староладожское сельское поселение    |
| 86  | Зеленец                       | деревня              | ↘14       | Усадищенское сельское поселение      |
| 87  | Зеленец                       | посёлок              | ↗69       | Усадищенское сельское поселение      |
| 88  | Златынь                       | деревня              | ↘4        | Иссадское сельское поселение         |
| 89  | Ивановский Остров             | деревня              | ↘101      | Староладожское сельское поселение    |
| 90  | Иевково                       | деревня              | ↗2        | Пашское сельское поселение           |
| 91  | Извоз                         | деревня              | ↘14       | Староладожское сельское поселение    |
| 92  | Исаево                        | деревня              | →4        | Пашское сельское поселение           |
| 93  | Иссад                         | деревня              | ↘1067     | Иссадское сельское поселение         |
| 94  | Каменка                       | деревня              | ↗5        | Бережковское сельское поселение      |
| 95  | Каменка                       | деревня              | →0        | Колчановское сельское поселение      |
| 96  | Карпино                       | деревня              | ↗3        | Пашское сельское поселение           |
| 97  | Кивгода                       | деревня              | ↘1        | Новоладожское городское поселение    |
| 98  | Кивуя                         | деревня              | ↗15       | Колчановское сельское поселение      |
| 99  | Кизлярское                    | деревня              | ↗28       | Пашское сельское поселение           |
| 100 | Кипуя                         | деревня              | ↗34       | Кисельнинское сельское поселение     |
| 101 | Кириково                      | деревня              | ↘29       | Потанинское сельское поселение       |
| 102 | Кирилловка                    | деревня              | ↗3        | Бережковское сельское поселение      |
| 103 | Кириши                        | деревня              | ↘3        | Хваловское сельское поселение        |
| 104 | Кисельня                      | деревня              | ↗2102     | Кисельнинское сельское поселение     |
| 105 | Князево                       | деревня              | ↘7        | Пашское сельское поселение           |
| 106 | Княщина                       | деревня              | ↗30       | Староладожское сельское поселение    |
| 107 | Козарево                      | деревня              | ↗45       | Вындиноостровское сельское поселение |
| 108 | Колголемо                     | деревня              | ↗26       | Пашское сельское поселение           |
| 109 | Коленец                       | деревня              | ↘4        | Хваловское сельское поселение        |
| 110 | Колчаново                     | село                 | ↘2514     | Колчановское сельское поселение      |
| 111 | Конец                         | деревня              | ↗17       | Усадищенское сельское поселение      |
| 112 | Коскеницы                     | деревня              | ↘32       | Колчановское сельское поселение      |
| 113 | Костино                       | деревня              | ↗3        | Пашское сельское поселение           |
| 114 | Кроватыни                     | деревня              | ↗8        | Усадищенское сельское поселение      |
| 115 | Кувшиново                     | деревня              | →2        | Пашское сельское поселение           |
| 116 | Куколь                        | деревня              | ↘12       | Усадищенское сельское поселение      |
| 117 | Куколь                        | посёлок ж.д. станции | ↗18       | Усадищенское сельское поселение      |
| 118 | Кулаково                      | деревня              | ↘29       | Хваловское сельское поселение        |
| 119 | Кумин Бор                     | деревня              | ↘9        | Колчановское сельское поселение      |
| 120 | Кустково                      | деревня              | ↘4        | Иссадское сельское поселение         |
| 121 | Кути                          | деревня              | ↗8        | Кисельнинское сельское поселение     |
| 122 | Лавния                        | деревня              | ↗40       | Кисельнинское сельское поселение     |
| 123 | Лахта                         | деревня              | →8        | Потанинское сельское поселение       |
| 124 | Леоновщина                    | деревня              | ↘0        | Усадищенское сельское поселение      |
| 125 | Лигово                        | деревня              | ↘4        | Новоладожское городское поселение    |
| 126 | Логиново                      | деревня              | ↗2        | Хваловское сельское поселение        |
| 127 | Лопино                        | деревня              | ↘13       | Староладожское сельское поселение    |
| 128 | Лужа                          | деревня              | ↗35       | Кисельнинское сельское поселение     |
| 129 | Лука                          | деревня              | ↘0        | Хваловское сельское поселение        |
| 130 | Лунгачи                       | деревня              | ↘1        | Селивановское сельское поселение     |
| 131 | Лунгачи                       | посёлок ж.д. станции | ↘17       | Селивановское сельское поселение     |
| 132 | Льзи                          | деревня              | ↘2        | Хваловское сельское поселение        |
| 133 | Любыни                        | деревня              | ↘4        | Вындиноостровское сельское поселение |
| 134 | Малашата                      | деревня              | ↗7        | Пашское сельское поселение           |
| 135 | Малая Весь                    | деревня              | ↗15       | Пашское сельское поселение           |
| 136 | Малочасовенское               | деревня              | ↗8        | Пашское сельское поселение           |
| 137 | Малыжино                      | деревня              | ↗7        | Пашское сельское поселение           |
| 138 | Манихино                      | деревня              | ↘43       | Пашское сельское поселение           |
| 139 | Матеево                       | деревня              | ↘8        | Сясьстройское городское поселение    |
| 140 | Медвежья Кара                 | деревня              | ↗29       | Пашское сельское поселение           |
| 141 | Межумошье                     | деревня              | ↘0        | Староладожское сельское поселение    |
| 142 | Мелекса                       | деревня              | ↘16       | Хваловское сельское поселение        |
| 143 | Местовка                      | деревня              | ↗63       | Староладожское сельское поселение    |
| 144 | Моисеево                      | деревня              | ↗9        | Бережковское сельское поселение      |
| 145 | Морозово                      | деревня              | ↗86       | Вындиноостровское сельское поселение |
| 146 | Морозово                      | деревня              | ↘1        | Колчановское сельское поселение      |
| 147 | Моршагино                     | деревня              | ↘1        | Вындиноостровское сельское поселение |
| 148 | Мыслино                       | деревня              | ↘35       | Усадищенское сельское поселение      |
| 149 | Мыслино                       | посёлок ж.д. станции | ↗39       | Усадищенское сельское поселение      |
| 150 | Мякинкино                     | деревня              | ↗98       | Староладожское сельское поселение    |
| 151 | Наволок                       | деревня              | ↘15       | Хваловское сельское поселение        |
| 152 | Надкопанье                    | деревня              | ↗92       | Пашское сельское поселение           |
| 153 | Надозерье                     | деревня              | ↗5        | Хваловское сельское поселение        |
| 154 | Насоново                      | деревня              | ↗11       | Пашское сельское поселение           |
| 155 | Немятово-1                    | деревня              | ↗35       | Иссадское сельское поселение         |
| 156 | Немятово-2                    | деревня              | ↗197      | Иссадское сельское поселение         |
| 157 | Нивы                          | деревня              | →0        | Колчановское сельское поселение      |
| 158 | Низино                        | деревня              | ↘33       | Селивановское сельское поселение     |
| 159 | Николаевщина                  | деревня              | ↘80       | Пашское сельское поселение           |
| 160 | Новая                         | деревня              | ↘30       | Кисельнинское сельское поселение     |
| 161 | Новая                         | деревня              | ↗3        | Пашское сельское поселение           |
| 162 | Новая Ладога                  | город                | ↘7069     | Новоладожское городское поселение    |
| 163 | Новина                        | деревня              | →1        | Пашское сельское поселение           |
| 164 | Новозотовское                 | деревня              | ↘31       | Пашское сельское поселение           |
| 165 | Нурма                         | деревня              | ↗4        | Кисельнинское сельское поселение     |
| 166 | Обухово                       | деревня              | ↗6        | Староладожское сельское поселение    |
| 167 | Октябрьская Свобода           | деревня              | ↗4        | Пашское сельское поселение           |
| 168 | Остров                        | деревня              | ↗16       | Селивановское сельское поселение     |
| 169 | Остров                        | деревня              | ↗23       | Хваловское сельское поселение        |
| 170 | Отаево                        | деревня              | ↘10       | Сясьстройское городское поселение    |
| 171 | Охромовщина                   | деревня              | ↘6        | Усадищенское сельское поселение      |
| 172 | Пали                          | деревня              | ↗6        | Кисельнинское сельское поселение     |
| 173 | Панево                        | деревня              | →0        | Бережковское сельское поселение      |
| 174 | Папоротно                     | деревня              | ↗155      | Пашское сельское поселение           |
| 175 | Паша                          | село                 | ↘3442     | Пашское сельское поселение           |
| 176 | Пенчино                       | деревня              | ↗15       | Колчановское сельское поселение      |
| 177 | Перевоз                       | деревня              | ↗17       | Сясьстройское городское поселение    |
| 178 | Пески                         | деревня              | ↗66       | Кисельнинское сельское поселение     |
| 179 | Песчаница                     | деревня              | ↗18       | Пашское сельское поселение           |
| 180 | Пёхалево                      | деревня              | ↗23       | Сясьстройское городское поселение    |
| 181 | Печеничино                    | деревня              | ↘7        | Пашское сельское поселение           |
| 182 | Плотичное                     | деревня              | →32       | Вындиноостровское сельское поселение |
| 183 | Погорелец-Воскресенский       | деревня              | ↘2        | Хваловское сельское поселение        |
| 184 | Погорелец-Хваловский          | деревня              | ↗23       | Хваловское сельское поселение        |
| 185 | Погостище                     | деревня              | ↘2        | Хваловское сельское поселение        |
| 186 | Подбережье                    | деревня              | ↗8        | Пашское сельское поселение           |
| 187 | Подвязье                      | деревня              | ↗105      | Усадищенское сельское поселение      |
| 188 | Поддубье                      | деревня              | ↘2        | Хваловское сельское поселение        |
| 189 | Подол                         | деревня              | ↘13       | Староладожское сельское поселение    |
| 190 | Подрябинье                    | деревня              | ↗41       | Сясьстройское городское поселение    |
| 191 | Подъелье                      | деревня              | ↗10       | Пашское сельское поселение           |
| 192 | Поляша                        | деревня              | →11       | Иссадское сельское поселение         |
| 193 | Помялово                      | деревня              | ↗5        | Вындиноостровское сельское поселение |
| 194 | Порог                         | деревня              | →4        | Хваловское сельское поселение        |
| 195 | Посадница                     | деревня              | ↘87       | Колчановское сельское поселение      |
| 196 | Потанино                      | деревня              | ↘850      | Потанинское сельское поселение       |
| 197 | Прокшеницы                    | деревня              | ↘9        | Хваловское сельское поселение        |
| 198 | Пруди                         | деревня              | ↘7        | Хваловское сельское поселение        |
| 199 | Прусынская Горка              | деревня              | ↗101      | Бережковское сельское поселение      |
| 200 | Прусыня                       | деревня              | ↗12       | Бережковское сельское поселение      |
| 201 | Пульница                      | деревня              | ↘59       | Сясьстройское городское поселение    |
| 202 | Пупышево                      | деревня              | ↗25       | Кисельнинское сельское поселение     |
| 203 | Пурово                        | деревня              | ↘8        | Кисельнинское сельское поселение     |
| 204 | Пучнино                       | деревня              | ↘13       | Пашское сельское поселение           |
| 205 | Раменье                       | деревня              | ↗11       | Усадищенское сельское поселение      |
| 206 | Реброво                       | деревня              | ↘58       | Колчановское сельское поселение      |
| 207 | Речников                      | посёлок              | ↗96       | Иссадское сельское поселение         |
| 208 | Рогожа                        | деревня              | ↗139      | Сясьстройское городское поселение    |
| 209 | Ручей                         | деревня              | →5        | Усадищенское сельское поселение      |
| 210 | Ручьи                         | деревня              | ↘21       | Пашское сельское поселение           |
| 211 | Рыбежно                       | деревня              | ↘18       | Пашское сельское поселение           |
| 212 | Рыбежно                       | посёлок              | →197      | Пашское сельское поселение           |
| 213 | Рыжково                       | деревня              | ↗59       | Сясьстройское городское поселение    |
| 214 | Рязановщина                   | деревня              | ↗30       | Пашское сельское поселение           |
| 215 | Самушкино                     | деревня              | ↗24       | Потанинское сельское поселение       |
| 216 | Сватковщина                   | деревня              | ↗8        | Колчановское сельское поселение      |
| 217 | Свирица                       | посёлок              | ↘539      | Свирицкое сельское поселение         |
| 218 | Свирь-Городок                 | деревня              | ↗74       | Селивановское сельское поселение     |
| 219 | Селиваново                    | посёлок              | ↘943      | Селивановское сельское поселение     |
| 220 | Селивёрстово                  | деревня              | ↗18       | Кисельнинское сельское поселение     |
| 221 | Сельцо-Горка                  | деревня              | →0        | Староладожское сельское поселение    |
| 222 | Скит                          | посёлок ж.д. станции | ↘0        | Усадищенское сельское поселение      |
| 223 | Славково                      | деревня              | ↗60       | Усадищенское сельское поселение      |
| 224 | Смелково                      | деревня              | ↗4        | Пашское сельское поселение           |
| 225 | Соловьёво                     | деревня              | ↗4        | Кисельнинское сельское поселение     |
| 226 | Сонино                        | деревня              | ↘23       | Пашское сельское поселение           |
| 227 | Сорзуй                        | деревня              | ↗102      | Пашское сельское поселение           |
| 228 | Сорокино                      | деревня              | ↗14       | Усадищенское сельское поселение      |
| 229 | Спирово                       | деревня              | ↗23       | Пашское сельское поселение           |
| 230 | Старая Ладога                 | село                 | ↘1954     | Староладожское сельское поселение    |
| 231 | Старая Силовая                | деревня              | ↗41       | Пашское сельское поселение           |
| 232 | Старково                      | деревня              | ↘7        | Хваловское сельское поселение        |
| 233 | Столбово                      | деревня              | ↘2        | Хваловское сельское поселение        |
| 234 | Сторожно                      | деревня              | ↘30       | Свирицкое сельское поселение         |
| 235 | Страшево                      | деревня              | →2        | Колчановское сельское поселение      |
| 236 | Судемье                       | деревня              | ↗2        | Сясьстройское городское поселение    |
| 237 | Сумское                       | деревня              | ↘6        | Новоладожское городское поселение    |
| 238 | Сырецкое                      | деревня              | ↘11       | Хваловское сельское поселение        |
| 239 | Сюрья                         | деревня              | ↗9        | Кисельнинское сельское поселение     |
| 240 | Сясьстрой                     | город                | ↘12 229   | Сясьстройское городское поселение    |
| 241 | Тайбольское                   | деревня              | ↗37       | Пашское сельское поселение           |
| 242 | Телжево                       | деревня              | →4        | Селивановское сельское поселение     |
| 243 | Теребонижье                   | деревня              | ↗20       | Усадищенское сельское поселение      |
| 244 | Теребочево                    | деревня              | ↗32       | Вындиноостровское сельское поселение |
| 245 | Теребуня                      | деревня              | ↘6        | Хваловское сельское поселение        |
| 246 | Тихомировщина                 | деревня              | ↗12       | Колчановское сельское поселение      |
| 247 | Токарево                      | деревня              | ↘5        | Хваловское сельское поселение        |
| 248 | Томилино                      | деревня              | ↘18       | Пашское сельское поселение           |
| 249 | Трусово                       | деревня              | ↘2        | Староладожское сельское поселение    |
| 250 | Ульяшево                      | деревня              | ↘4        | Бережковское сельское поселение      |
| 251 | Урицкое                       | деревня              | →7        | Пашское сельское поселение           |
| 252 | Усадище                       | деревня              | ↘78       | Колчановское сельское поселение      |
| 253 | Усадище                       | деревня              | ↘1242     | Усадищенское сельское поселение      |
| 254 | Усадище                       | деревня              | ↘1        | Хваловское сельское поселение        |
| 255 | Устеево                       | деревня              | →7        | Пашское сельское поселение           |
| 256 | Усть-Рыбежно                  | деревня              | ↘58       | Пашское сельское поселение           |
| 257 | Хамонтово                     | деревня              | ↘26       | Колчановское сельское поселение      |
| 258 | Харчевня                      | деревня              | ↗5        | Кисельнинское сельское поселение     |
| 259 | Хвалово                       | деревня              | ↗1138     | Хваловское сельское поселение        |
| 260 | Хмелевик                      | деревня              | ↘1        | Потанинское сельское поселение       |
| 261 | Хотово                        | деревня              | ↗24       | Вындиноостровское сельское поселение |
| 262 | Хотуча                        | деревня              | ↘44       | Бережковское сельское поселение      |
| 263 | Чажешно                       | деревня              | ↘11       | Вындиноостровское сельское поселение |
| 264 | Чаплино                       | деревня              | ↗90       | Кисельнинское сельское поселение     |
| 265 | Чаплино                       | деревня              | ↘6        | Пашское сельское поселение           |
| 266 | Часовенское                   | деревня              | ↘25       | Пашское сельское поселение           |
| 267 | Чернавино                     | деревня              | ↘72       | Староладожское сельское поселение    |
| 268 | Черноручье                    | деревня              | ↗11       | Бережковское сельское поселение      |
| 269 | Черноушево                    | деревня              | ↗39       | Кисельнинское сельское поселение     |
| 270 | Чуново                        | деревня              | ↘18       | Потанинское сельское поселение       |
| 271 | Шахново                       | деревня              | ↘14       | Потанинское сельское поселение       |
| 272 | Шолтоло                       | деревня              | ↘8        | Потанинское сельское поселение       |
| 273 | Шурягские Караулки            | деревня              | ↘7        | Потанинское сельское поселение       |
| 274 | Щепняг                        | деревня              | →0        | Пашское сельское поселение           |
| 275 | Юги                           | деревня              | ↘1        | Потанинское сельское поселение       |
| 276 | Юги                           | посёлок ж.д. станции | ↗50       | Потанинское сельское поселение       |
| 277 | Юхора                         | деревня              | ↘3        | Хваловское сельское поселение        |
| 278 | Юшково                        | деревня              | ↗176      | Иссадское сельское поселение         |
| 279 | Яхново                        | деревня              | ↘38       | Колчановское сельское поселение      |
| 280 | Яхновщина                     | деревня              | ↘16       | Колчановское сельское поселение      |

### Упразднённые населённые пункты
6 сентября 2004 года в соответствии с законом Ленинградской области № 55-оз в состав села Паша была включена территория упразднённого посёлка Лесозавод.
28 декабря 2004 года в связи с отсутствием жителей были упразднены посёлки при станциях Теребочево и Иевково, а также деревни Лукина Изба и Химучасток Волховского района.
10 июля 2007 года в Законодательном собрании Ленинградской области рассматривался вопрос об упразднении населённого пункта Каменка Волховского района в связи с отсутствием там населения, но законопроект был отклонён.
Упразднена деревня Вихмязь.

## Экономика

### Промышленность
- Целлюлозно-бумажная
- Металлургическая
- Химическая
- Деревообрабатывающая
- Пищевая

### Сельское хозяйство
В Волховском районе расположены такие крупные сельскохозяйственные предприятия как племенной завод «Новоладожский», ПЗ «Мыслинский», и др.
- Мясо-молочное животноводство
- Картофелеводство
- Овощеводство
- Производство зерна

### Транспорт
- Железнодорожный
- Автомобильный

### Автомобильные дороги
По территории района проходят автодороги:
- Р21 (E 105) «Кола» (Санкт-Петербург — Петрозаводск — Мурманск)
- А114 (Вологда — Новая Ладога)
- 41А-006 (Зуево — Новая Ладога)
- 41К-021 (Паша — Часовенское — Кайвакса)
- 41К-022 (Кириши — Городище — Волхов)
- 41К-055 (Волхов — Кисельня — Черноушево)
- 41К-056 (Сясьстрой — Колчаново — Усадище)
- 41К-057 (Ульяшево — Подвязье — Мыслино)
- 41К-058 (подъезд к дер. Куколь)
- 41К-059 (Волхов — Иссад)
- 41К-060 (Мыслино — Дуброво — Зеленец)
- 41К-061 (Колчаново — Бор)
- 41К-062 (Куколь — Бор)
- 41К-193 (Паша — Загубье)
- 41К-194 (Старая Ладога — Кисельня)
- 41К-195 (Волхов — Княщина)
- 41К-196 (Старая Ладога — Трусово)
- 41К-197 (Колчаново — Сясьстрой)
- 41К-369 (Бор — Вольково)
- 41К-370 (Часовенское — Кондега)
- 41К-371 (Новая Ладога — Черноушево — Лавния)
- 41К-372 (Дудачкино — Сырецкое)
- 41К-373 (Бережки — Заднево)
- 41К-374 (Подвязье — Кроватыни)
- 41К-376 (Низино — Потанино — Хмелевик)
- 41К-378 (подъезд к дер. Немятово)
- 41К-379 (Теребочево — Хотово)
- 41К-381 (подъезд к дер. Кипуя)
- 41К-383 (подъезд к садоводству Пупышево)
- 41К-384 (Шахново — Вороново — Кириково)
- 41К-385 (Старая Ладога — Местовка)
- 41К-387 (Чаплино — Голтово)
- 41К-389 (подъезд к дер. Вымово)
- 41К-390 (Колчаново — Пенчино)
- 41К-393 (Дудачкино — Старково)
- 41К-394 (Гостинополье — Морозово)
- 41К-396 (Заднево — Хотово)
- 41К-397 (Хмелевик — Чуново)
- 41К-398 (Усадище — Тихомировщина)
- 41К-399 (ур. Курья — Белое)
- 41К-400 (Новая Ладога — Лигово)
- 41К-402 (Куколь — Вячково — Мурманские Ворота)
- 41К-405 (Низино — Лунгачи — Телжево)
- 41К-939 (подъезд к г. Новая Ладога)

## Археология
Близ слияния рек Паша и Сязнига зафиксировано формирование курганной культуры Юго-Восточного Приладожья (курган у деревни Усть-Рыбежно на реке Паше с захоронением воина с мечом и другим богатым вооружением, курганы в между деревнями Сязнига и Вихмесь на реке Паше и по реке Сязниге. Юго-Восточное Приладожье не знает железных гривен с подвесками. Это с очевидностью демонстрирует, что этот регион не был зоной скандинавской колонизации. Дротовые шейные гривны, сделанные из дрота — толстого металлического прутка, обычно круглого или треугольного в разрезе, этого типа найдены в юго-восточном Приладожье в количестве 15 экземпляров. У деревни Вихмязь найден самый крупный клад (свыше 16 кг) серебряных монет (главным образом германских денариев XI века) в железном котле. Приладожская курганная культура, объединившая финские и скандинавские элементы, по предположению Д. А. Мачинского связана с известными по «Русской Правде», скандинавским, византийским и арабским источникам «колбягами». Мужские захоронения иногда сопровождались погребениями коней и отсечённых человеческих голов. Сначала было кремирование, в XI веке появляется обряд трупоположения.
На правом берегу Волхова находятся Любшанская крепость и урочище Плакун, на левом — Староладожская крепость.